# Gheorghe Asachi
Gheorghe Asachi (ur. 1 marca 1788 w Hercie, zm. 12 listopada 1869 w Jassach) – rumuński poeta, malarz, historyk, dramaturg i tłumacz. Oświeceniowy polimat i poliglota, jedna z najbardziej wpływowych postaci swej generacji. 

## Życiorys
Asachi był cenionym dziennikarzem i politykiem, a także inżynierem lądowym oraz pedagogiem. Przez długi czas pracował jako urzędnik państwowy obarczony nadzorem nad mołdawskim szkolnictwem. Jego największymi sukcesami było wydanie Albina Românească, magazynu, który wywarł znaczący wpływ na kulturę ówczesnej Rumunii, i stworzenie Academia Mihăileană – uczelni, która jako pierwsza zastąpiła nauczanie po grecku nauczaniem w języku rumuńskim. Jego literackie dzieła łączyły założenia romantyczne z klasyczną myślą i były bogate w archaizmy i zapożyczenia z języka mołdawskiego.
Był kontrowersyjnym politykiem, popierającym ingerencję Imperialnej Rosji w Mołdawii. Odegrał  kluczową rolę w tworzeniu Regulamentul Organic, ustawy organicznej, która wzmocniła rosyjski reżim. Był przeciwnikiem mołdawiańskich ruchów wyzwoleńczych, które doprowadziły do powstania w roku 1848. Razem z Mikołajem Vogoridem był zaangażowany w konflikt z liberałem Mihailem Kogălniceanu do tego stopnia, że próbowali razem zablokować unionistyczny projekt poprzez oszustwo wyborcze. Asachi był znany z łączności z cywilizacją zachodnią, dzięki któremu popierał zatrudnianie zagranicznych ekspertów z wielu dziedzin w szkolnictwie.